# Danílovka (Vladímir)
|  | Per a altres significats, vegeu «Danílovka». |

Danílovka (en rus: Даниловка) és un poble de l'óblast de Vladímir, a Rússia, segons el cens del 2010 tenia 13 habitants. Pertany al districte municipal de Sóbinka.